# Bayon

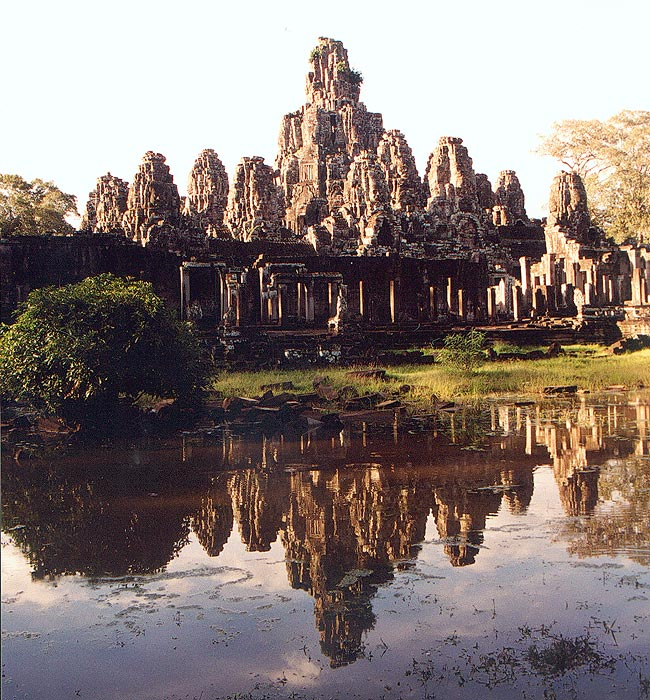
Bayon

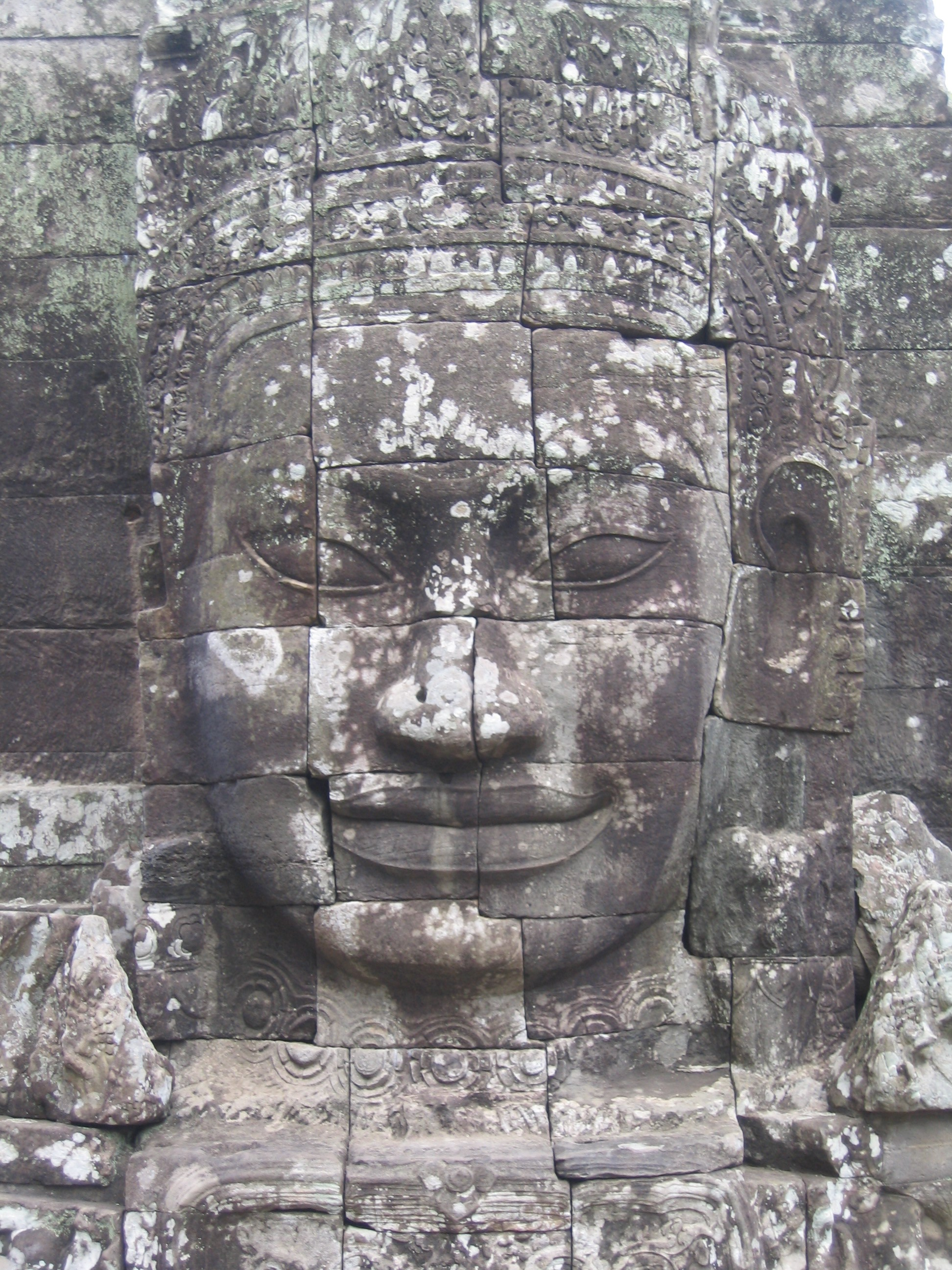
Stenansikte

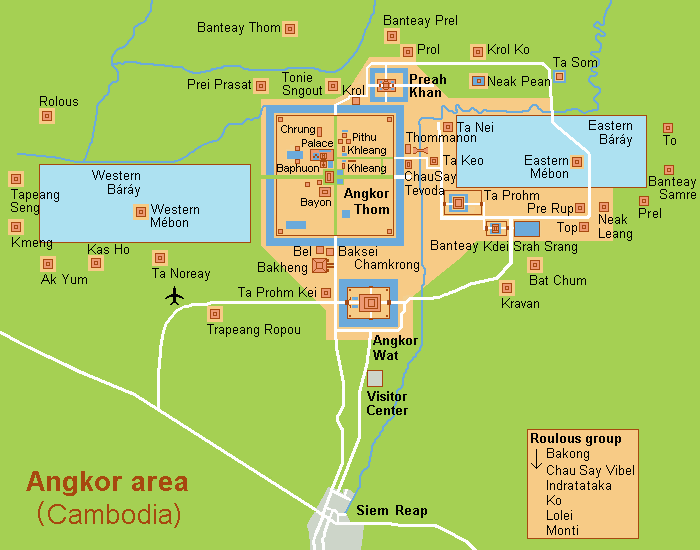
karta över Angkor

Bayon är en tempelruin i ruinstaden Angkor i norra Kambodja. Det byggdes i början av 1200-talet av kung Jayavarman VII som dennes statstempel, och är belägen i mitten av det mur- och vallgravsomgärdade Angkor Thom, även det uppfört av Jayavarman VII.
Bayon är kvadratisk och uppförd enligt religiösa och geometriska former efter väderstrecken. Dess mest uppmärksammade särdrag är de stora stenansikten som pryder de många tornen. I det centrala, högre tornet fanns ursprungligen den största buddhabilden i Angkor Thom, men denna förstördes av Jayavarman VIII (den har senare restaurerats). Templet har även två uppsättningar stenreliefer, som avbildar en ovanlig kombination av mytologiska, historiska och världsliga händelser.